# ويب عميق

صورة تُظهر مستويات الويب على شكل جبل جليدي

الويب العميق أو الويب الخفي أو الديب ويب هو جزء من أجزاء شبكة الويب العالمية التي لا تُفهرس في محركات بحث الويب القياسية. وتحتاج إلى متصفحات أنترنت متخصصة. المصطلح المعاكس للويب العميق هو «الويب السطحي»، والذي يمكن لأي شخص ولكل شخص استخدام الإنترنت للوصول إليه. يعود الفضل إلى عالم الحاسوب مايكل بيرجمان في صياغة مصطلح الويب العميق في عام 2001 كمصطلح لفهرسة البحث.
يُخفى محتوى الويب العميق خلف هياكل إتش تي تي بّي (بروتوكول نقل النص التشعبي) ويشمل العديد من الاستخدامات الشائعة جدًا مثل بريد الويب والخدمات المصرفية عبر الإنترنت والوصول للصفحات العامة والشخصية لوسائل التواصل الاجتماعي التي تكون خاصة أو مقيدة، وبعض منتديات الويب التي تتطلب التسجيل لـعرض المحتوى، والخدمات التي يجب على المستخدمين الدفع مقابلها، والتي تحميها جدران ضمان الدفع (بي وولز)، مثل الفيديو عند الطلب وبعض المجلات والصحف على الإنترنت.
يمكن تحديد محتوى الويب العميق والوصول إليه عن طريق رابط يو آر إل مباشر أو عنوان آي بّي، ولكن قد يتطلب كلمة مرور أو طرق أخرى للوصول الأمن لتجاوز صفحات المواقع العامة.

## مصطلحات
ظهر أول خلط بين مصطلحي «الويب العميق» و«الويب المظلم» في عام 2009 عندما كانت تُناقش مصطلحات البحث في الويب العميق مع الأنشطة غير القانونية التي تجري على شبكتي فري نت ودارك نت.
منذ ذلك الحين، وبعد استخدام تلك المصطلحات في تقارير وسائل الإعلام عن موقع سيلك رود، اعتادت وسائل الإعلام استخدام مصطلح «ويب عميق» بصورة مترادفة مع مصطلحات الويب المظلم  أو الإنترنت المظلم، وهذا التشبيه المقارن بين المصطلحات يرفضه البعض باعتباره غير دقيق، وأصبح مصدرًا مستمرًا للارتباك. يوصي مراسلو وايرد كيم زيتر وآندي غرينبرغ باستخدام المصطلحات بطريقة جلية واضحة. في حين أن استخدام مصطلح الويب العميق يُشير إلى أي موقع لا يمكن الوصول إليه من خلال محرك بحث تقليدي، فإن الويب المظلم هو جزء من الويب العميق الذي يُخفى عن قصد ولا يمكن الوصول إليه من خلال المتصفحات والأساليب التقليدية.

## محتوى غير مفهرس
ذكر بيرجمان، في مقال نشر على الويب العميق منشور في مجلة ذا جورنال أوف إيلكترونيك ببليشينغ، أن جيل إلسورث استخدم مصطلح الويب الخفي في عام 1994 للإشارة إلى مواقع الويب التي لم تُسجل في أي محرك بحث. استشهد بيرجمان بمقال نُشر في يناير 1996 من قبل فرانك جارسيا:
قد يكون هذا الموقع مصممًا بصورة معقولة، لكنهم لم يكلفوا أنفسهم عناء تسجيله في أي من محركات البحث. لذلك، لا يمكن لأحد العثور عليه! الموقع أصبح مخفي. أنا أدعو ذلك الويب الخفي.
يوجد استخدام مبكر آخر لمصطلح الويب الخفي من قبل بروس ماونت وماثيو كول من برمجيات المكتبة الشخصية (إيه أو إل)، في وصف لأول أداة وجدت للويب العميق في بيان صحفي صدر في ديسمبر 1996.

كان أول استخدام لمصطلح الويب العميق، المستخدم عمومًا الآن، في دراسة بيرجمان 2001 المذكورة سابقًا.

مخطط يبين كيفية التواصل مع قواعد البيانات في شبكةالانترنت وشبكة الانترنت الخفي

## أقسامه
ينقسم الويب الخفي لعدة أقسام تشمل:

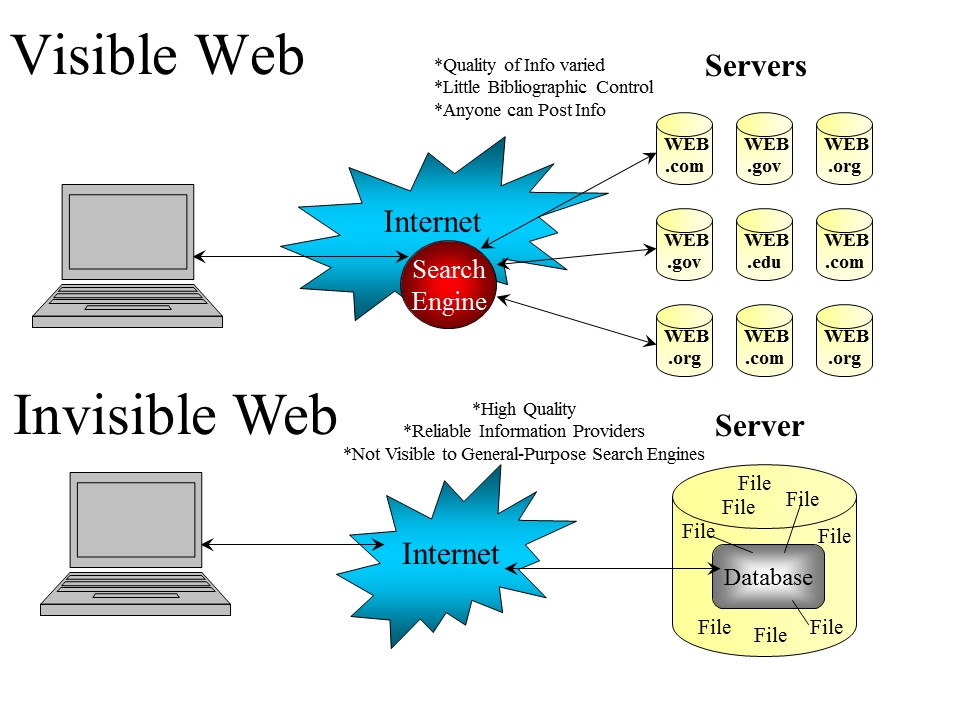
الويب والويب الخفي

- صفحات ديناميكية: وهي مجموعة مواقع موجودة على الشبكة لا تؤرشف في جوجل ولن تجدها في نتائج البحث لأنها غير معروفة. ولكي تتصفح محتوياتها يجب استعمال متصفحات مثل متصفح التور TOR، لأجل الدخول إلى تلك الأنظمة أو البروتوكولات. فمثلا نحن نستعمل نظام Http:// وهو أشهر البروتوكلات للدخول إلى شبكة الانترنت وتصفح محتوياتها، ولكن في الويب الخفي لن تجد www ولن تجد .com أو .net.
- صفحات يتيمة: وهي الصفحات التي لا توجد روابط إليها في صفحات أخرى.
- صفحات ذات الوصول المحدود: وهي الصفحات التي تمنع عناكب أو محركات البحث من الوصول للمحتوى ببرامج التحقق من الروبوتات مثل الكابتشا.
- غير النصية: بعض صيغ الملفات وخاصة ذات البنية غير النصية مثل الصور وأفلام الفيديو غير القابلة للفهرسة.
- الملفات المستضافة على بروتوكولات أخرى مثل ftp: وهي مواقع متواجدة لكنها تستخدم بروتوكولات خاصة ونطاقات خاصة ومتواجدة بشكل كبير ويصعب تعقبها أو التجسس عليها.